# Качанюк Михайло Адамович
Миха́йло Ада́мович Качаню́к (нар. 1889, с. Кути Золочівського повіту, Галичина — пом.3 листопада 1937, Сандармох) — український письменник, літературознавець, перекладач, офіцер австрійської і Галицької армій.

## Життєпис
Народився в с. Кути Золочівського повіту на Львівщині (нині Буський район Львівської області) в робітничій сім'ї. Здобув вищу юридичну освіту, закінчив Львівський (1914) і Карлів університети (Прага, 1920—1922).
Воював на фронтах Першої світової війни як старши́на австрійської армії та УГА. Від 1920 року перебував у таборі для інтернованих українських вояків у Чехословаччині. Переїхав до Харкова 1924 року. Член літературної організації «Західна Україна» (1926). Працював в Інституті Тараса Шевченка. Був референтом із драматургії Всеукраїнського товариства драматургів і композиторів.
Заарештований 31 грудня 1932 у справі «Української військової організації». Судовою трійкою при Колегії ДПУ УСРР 23 вересня 1933 засуджений за ст. ст. 54-4-11 КК УСРР на 5 років ВТТ. Відбував покарання в Карлазі та на Соловках.
У матеріалах архівної табірної справи про Михайла Качанюка («увіста», який «проводив шкідництво на культурному фронті») в довідці, складеній соловецькими чекістами, зазначено, що цей в'язень ненавидів комунізм і радянську владу й у таборі спілкувався з «українськими націоналістами» Корсовецьким, Поліщуком, Олійником, Середою, Курбасом, Прокопенком, Зайцем та деякими іншими.
Особливою трійкою УНКВС Ленінградської області 9 жовтня 1937 засуджений до найвищої кари.
Розстріляний 3 листопада 1937 в Карелії (Сандармох).
Реабілітований Прокуратурою України (19.04.1989) і прокуратурою Архангельської області РРФСР (17.07.1989).